# Río Lacló del Norte
Río Lacló del Norte (en portugués: Ribeira Lacló; en tetum: Mota Lakló; y también llamado Río Tacló del Norte, Lacló do Norte) es el río o arroyo más extenso del país asiático de Timor Oriental con 80 kilómetros.
El Río Lacló nace en el Lago Bericute al sur de Dili, corre hacia el nordeste y va a desaguar en el mar entre la Punta de Subaio y la bahía de Lanessana, en Manatuto, en la costa norte del país.
Es desde la Cordillera central de la isla que irrumpen los principales arroyos (incluyendo al río de Lacló) que en la época seca son simples venas de agua entre las crestas y valles. En la época de las lluvias tienen caudales impetuosos.